# Dornrückenaale
Die Dornrückenaale (Notacanthidae) (Gr.:, „noton“ = Rücken, „akantha“ = Dorn) bewohnen die Tiefsee aller Weltmeere in 125 bis 3500 Metern Tiefe. Mit dem unterständigen Maul nehmen sie Vielborster und kleine Krebstiere vom Bodengrund auf.

## Merkmale
Dornrückenaale haben lange, seitlich abgeflachte Körper. Sie werden 20 bis 60 Zentimeter groß. Bei fast allen Arten bis auf Lipogenys gillii ist die Rückenflosse auf einzeln stehende Flossenstacheln reduziert. Einige Arten haben je drei stachelartige Flossenstrahlen in jeder Bauchflosse. Die Schuppen sind relativ klein mit mehr als 50 Längsreihen auf jeder Körperseite. Die Seitenlinie nicht eingesenkt und deutlich sichtbar. Das Pflugscharbein fehlt, die „Schädelbasis“ (Basioccipitale) verfügt über einen „Condylus basioccipitalis“. Die Schwimmblase besitzt einen Ductus pneumaticus.
Man fing sehr große Leptocephalus-Larven, die vermutlich das Larvenstadium der Dornrückenaale sind. Dornrückenaale sind eine alte Fischfamilie, der fossil aus England und dem Libanon bekannte Pronotacanthus lebte von der oberen Kreide bis zum Oligozän.

## Systematik
Es gibt drei Gattungen mit insgesamt elf Arten:
- Lipogenys Goode & Bean, 1895
  - Lipogenys gillii Goode & Bean, 1895
- Notacanthus Bloch, 1788
  - Notacanthus abbotti Fowler, 1934
  - Notacanthus bonaparte Risso, 1840
  - Notacanthus chemnitzii Bloch, 1788
  - Notacanthus indicus Lloyd, 1909
  - Notacanthus sexspinis Richardson, 1846
  - Notacanthus spinosus Garman, 1899
- Polyacanthonotus Bleeker, 1874

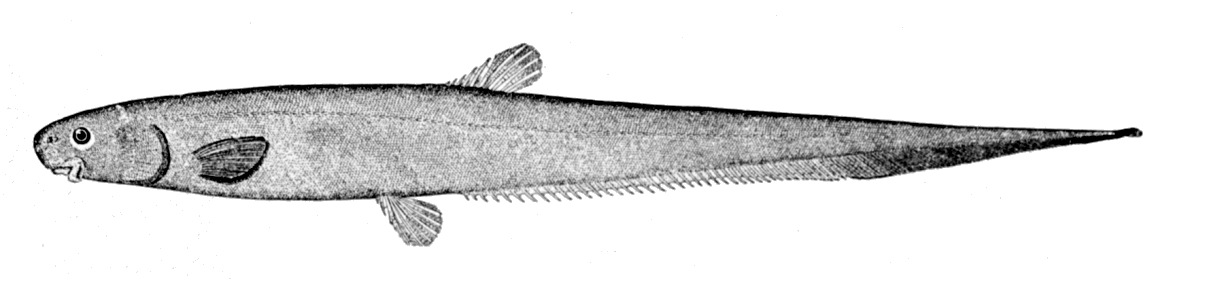
Lipogenys gillii

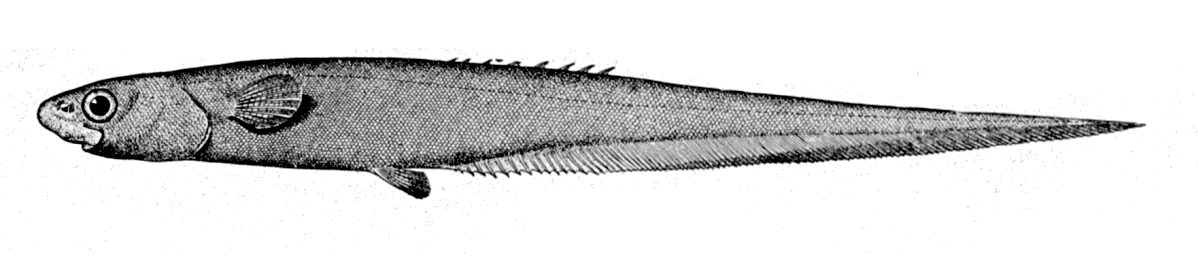
Notacanthus sexspinis

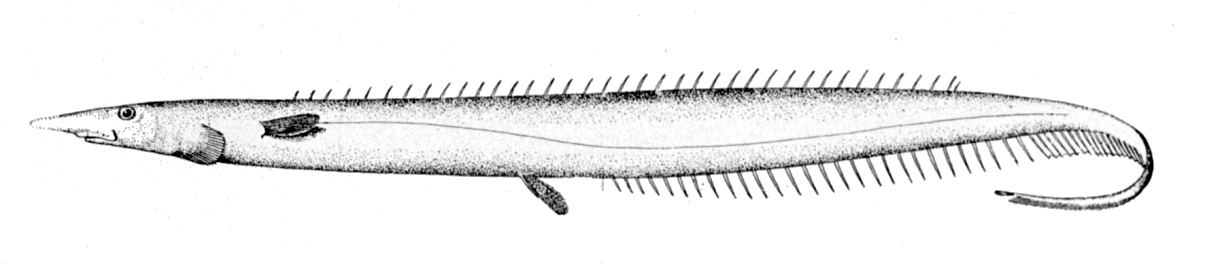
Polyacanthonotus rissoanus

  - Polyacanthonotus africanus (Gilchrist & von Bonde, 1924)
  - Polyacanthonotus challengeri (Vaillant, 1888)
  - Polyacanthonotus merretti Sulak, Crabtree & Hureau, 1984
  - Polyacanthonotus rissoanus (De Filippi & Verany, 1857)